# Paris Saint-Germain Football Club 2022-2023
Questa voce raccoglie le informazioni riguardanti il Paris Saint-Germain Football Club nelle competizioni ufficiali della stagione 2022-2023.

## Stagione
La stagione dei campioni di Francia si apre con il rinnovo della stella Kylian Mbappé, a lungo accostato al Real Madrid, che si lega al club parigino per altre tre stagioni. A livello dirigenziale termina il rapporto con il direttore sportivo Leonardo, e viene assunto come consulente Luís Campos, mentre l'allenatore Mauricio Pochettino viene esonerato in favore di Christophe Galtier, che chiude così la sua esperienza al Nizza. Il nuovo allenatore, già capace di vincere il campionato francese nella stagione 2020-2021 alla guida del Lilla e reduce da un ottimo quinto posto sulla panchina del congiunto nizzardo, firma un contratto biennale. Sul fronte del mercato, i parigini si dimostrano molto attivi e ingaggiano diversi giovani giocatori fra cui Vitinha, Mukiele e Sanches,
mentre l'uscita più importante è quella dell'argentino Di María, veterano della squadra e nono miglior marcatore nella storia dei Rouge-et-Bleu, che si accasa alla Juventus. Nel mese di luglio la squadra intraprende una tournée in Giappone, durante la quale affronta alcune formazioni locali.
La stagione sportiva si apre ufficialmente il 31 luglio, con la vittoria dell'undicesima Supercoppa francese (la nona negli ultimi dieci anni) dopo aver sconfitto per 4-0 il Nantes allo Stadio Bloomfield di Tel Aviv.
In campionato i parigini partono subito molto bene, con tre vittorie consecutive che li proiettano in vetta alla classifica. Raggiunti nel turno successivo dagli avversari dell'Olympique Marsiglia, i due club condividono il primato per quattro turni, quando il PSG torna primo in classifica in solitaria. Rimane in quella posizione per tutto il resto della parte invernale del campionato, da imbattuto e con due soli pareggi, prima di fermarsi per la sosta infrastagionale determinata dai Mondiali in Qatar.
La vittoria della passata edizione di campionato consente ai parigini di partire in Champions League già alla fase ai gironi, dove vengono pescati nel gruppo H insieme agli italiani della Juventus, ai portoghesi del Benfica e agli israeliani del Maccabi Haifa. Il percorso in Europa procede in maniera ottimale, iniziando con una vittoria contro la Juventus per 2-1 in casa e una contro il Maccabi Haifa per 3-1 in trasferta; seguono due pareggi contro il Benfica, entrambi per 1-1, dopo i quali il PSG batte gli israeliani per 7-2 e supera, di nuovo col punteggio di 2-1, la Juventus, stavolta fuori casa. Inaspettatamente, i portoghesi dilagano e battono il Maccabi Haifa per 6-1, e la classifica finale vede sia il PSG che il Benfica a pari merito per punti, differenza reti, gol segnati, gol subiti e scontri diretti; si ricorre quindi al sesto criterio dirimente, quello del numero di gol segnati in trasferta: in virtù dei 9 gol segnati dal Benfica contro i 6 del PSG, i parigini terminano secondi nella classifica del girone. Agli ottavi di finale, potendo pescare solo squadre vincitrici del proprio girone, il PSG viene sorteggiato con i tedeschi del Bayern Monaco.
Alla ripresa della stagione, concluso il Mondiale, il PSG riparte a rilento, e proprio nel primo giorno del nuovo anno, anche perché privo del neocampione del mondo Messi e dello squalificato Neymar, incappa nella sua prima sconfitta stagionale, perdendo in casa del Lens, seconda forza del campionato, per 3-1 e riaprendo la corsa al titolo. La Ligue 1 verrà comunque portata a casa con soli 3 punti di vantaggio sullo stesso Lens. In Coupe de France l'eliminazione si consuma agli ottavi per mano del Marsiglia, mentre in Champions il Bayern Monaco elimina i parigini con un totale di 3-0. 

## Maglie e sponsor
| Casa | Trasferta | Terza Divisa |

## Organigramma societario
Area direttiva
- Presidente e direttore generale: Nasser Al-Khelaïfi
- Vice direttore generale: Jean-Claude Blanc
- Direttore sportivo: Luís Campos
- Vice direttore sportivo: Angelo Castellazzi
- Direttore della comunicazione: Jean-Martial Ribes

Area tecnica
- Allenatore: Christophe Galtier
- Allenatore in seconda: Jesús Pérez
- Assistente allenatore: Miguel D'Agostino
- Preparatori dei portieri: Toni Jiménez, Gianluca Spinelli
- Preparatori atletici: Sebastiano Pochettino, Nicolas Mayer
- Analisti video: Antoine Guillotin, Vincent Brunet, Clément Gonin

Area performance
- Coordinatore del dipartimento performance: Gian Nicola Bisciotti
- Dipartimento performance: Denis Lefebve, Ricardo Rosa, Ben Michael Simpson, Maxime Coulerot, Cristoforo Filetti

Area medica
- Responsabile dell'area medica: Christophe Baudot
- Medico sociale: Quentin Vincent
- Coordinatore fisioterapisti: Cyril Praud
- Fisioterapisti: Frédéric Mankowski, Joffrey Martin, Gaël Pasquer, Rafael Martini, Dario Forte, Diego Mantovani
- Podologo: Gaëlle Scalia
- Assistente medico: Sandrine Jarzaguet

## Rosa
Rosa e numerazione aggiornate al 31 gennaio 2023.
| N. |                       | Ruolo | Calciatore            |
| -- | --------------------- | ----- | --------------------- |
| 2  | Marocco (bandiera)    | D     | Achraf Hakimi         |
| 3  | Francia (bandiera)    | D     | Presnel Kimpembe      |
| 4  | Spagna (bandiera)     | D     | Sergio Ramos          |
| 5  | Brasile (bandiera)    | D     | Marquinhos (capitano) |
| 6  | Italia (bandiera)     | C     | Marco Verratti        |
| 7  | Francia (bandiera)    | A     | Kylian Mbappé         |
| 8  | Spagna (bandiera)     | C     | Fabián Ruiz           |
| 10 | Brasile (bandiera)    | A     | Neymar                |
| 14 | Spagna (bandiera)     | D     | Juan Bernat           |
| 15 | Portogallo (bandiera) | C     | Danilo Pereira        |
| 16 | Spagna (bandiera)     | P     | Sergio Rico           |
| 17 | Portogallo (bandiera) | C     | Vitinha               |
| 18 | Portogallo (bandiera) | C     | Renato Sanches        |

| N. |                       | Ruolo | Calciatore             |
| -- | --------------------- | ----- | ---------------------- |
| 25 | Portogallo (bandiera) | D     | Nuno Mendes            |
| 26 | Francia (bandiera)    | D     | Nordi Mukiele          |
| 28 | Spagna (bandiera)     | C     | Carlos Soler           |
| 30 | Argentina (bandiera)  | A     | Lionel Messi           |
| 32 | Francia (bandiera)    | D     | Timothée Pembélé       |
| 44 | Francia (bandiera)    | A     | Hugo Ekitike           |
| 90 | Francia (bandiera)    | P     | Alexandre Letellier    |
| 99 | Italia (bandiera)     | P     | Gianluigi Donnarumma   |
| 31 | Francia (bandiera)    | D     | El Chadaille Bitshiabu |
| 33 | Francia (bandiera)    | C     | Warren Zaïre-Emery     |
| 35 | Spagna (bandiera)     | C     | Ismaël Gharbi          |
| 37 | Marocco (bandiera)    | A     | Ilyes Housni           |

## Calciomercato

### Sessione estiva
| Acquisti         | Acquisti          | Acquisti         | Acquisti                    |
| R.               | Nome              | da               | Modalità                    |
| ---------------- | ----------------- | ---------------- | --------------------------- |
| D                | Nuno Mendes       | Sporting Lisbona | riscatto (38 milioni €)     |
| D                | Nordi Mukiele     | RB Lipsia        | definitivo (10 milioni €)   |
| C                | Vitinha           | Porto            | definitivo (41,5 milioni €) |
| C                | Fabián Ruiz       | Napoli           | definitivo (21,5 milioni €) |
| C                | Carlos Soler      | Valencia         | definitivo (18 milioni €)   |
| C                | Renato Sanches    | Lilla            | definitivo (10 milioni €)   |
| A                | Hugo Ekitike      | Stade Reims      | prestito                    |
| Altre operazioni |                   |                  |                             |
| R.               | Nome              | da               | Modalità                    |
| A                | Pablo Sarabia     | Sporting Lisbona | fine prestito               |
| A                | Arnaud Kalimuendo | Lens             | fine prestito               |
| C                | Rafinha           | Real Sociedad    | fine prestito               |
| P                | Alphonse Areola   | West Ham Utd     | fine prestito               |
| D                | Timothée Pembélé  | Bordeaux         | fine prestito               |
| P                | Sergio Rico       | Maiorca          | fine prestito               |
| P                | Marcin Bulka      | Nizza            | fine prestito               |
| D                | Thierno Baldé     | Le Havre         | fine prestito               |
| D                | Teddy Alloh       | Eupen            | fine prestito               |
| A                | Kenny Nagera      | Avranches        | fine prestito               |

| Cessioni         | Cessioni                | Cessioni              | Cessioni                                                                                              |
| R.               | Nome                    | a                     | Modalità                                                                                              |
| ---------------- | ----------------------- | --------------------- | --- |
| P                | Alphonse Areola         | West Ham Utd          | definitivo (9,3 milioni €)                                                                            |
| P                | Marcin Bulka            | Nizza                 | definitivo (2 milioni €)                                                                              |
| D                | Colin Dagba             | Strasburgo            | prestito con diritto di riscatto                                                                      |
| D                | Thilo Kehrer            | West Ham Utd          | definitivo (12 milioni €)                                                                             |
| D                | Abdou Diallo            | RB Lipsia             | prestito con diritto di riscatto                                                                      |
| D                | Layvin Kurzawa          | Fulham                | prestito con diritto di riscatto                                                                      |
| C                | Leandro Paredes         | Juventus              | prestito con obbligo di riscatto (25,1 milioni € + 2,2 milioni € oneri accessori + 3 milioni € bonus) |
| C                | Xavi Simons             |                       | svincolato                                                                                            |
| C                | Rafinha                 |                       | svincolato                                                                                            |
| C                | Georginio Wijnaldum     | Roma                  | prestito con diritto di riscatto                                                                      |
| C                | Idrissa Gueye           | Everton               | definitivo (10 milioni €)                                                                             |
| C                | Edouard Michut          | Sunderland            | prestito con diritto di riscatto                                                                      |
| C                | Éric Junior Dina Ebimbe | Eintracht Francoforte | prestito con diritto di riscatto                                                                      |
| C                | Julian Draxler          | Benfica               | prestito con diritto di riscatto                                                                      |
| C                | Ander Herrera           | Athletic Bilbao       | prestito con diritto di riscatto                                                                      |
| A                | Angel Di Maria          |                       | svincolato                                                                                            |
| A                | Arnaud Kalimuendo       | Rennes                | definitivo (25 milioni €)                                                                             |
| A                | Mauro Icardi            | Galatasaray           | prestito con diritto di riscatto                                                                      |
| Altre operazioni |                         |                       | |
| R.               | Nome                    | a                     | Modalità                                                                                              |
| P                | Denis Franchi           | Burnley               | definitivo                                                                                            |
| D                | Nuno Mendes             | Sporting Lisbona      | fine prestito                                                                                         |
| D                | Lenny Manisa            | Parma                 | definitivo                                                                                            |
| C                | Tidjiany Touré          | Feyenoord             | definitivo                                                                                            |

### Sessione invernale
| Acquisti         | Acquisti         | Acquisti         | Acquisti         |
| R.               | Nome             | da               | Modalità         |
| Altre operazioni | Altre operazioni | Altre operazioni | Altre operazioni |
| R.               | Nome             | da               | Modalità         |
| ---------------- | ---------------- | ---------------- | ---------------- |

| Cessioni         | Cessioni      | Cessioni          | Cessioni                 |
| R.               | Nome          | a                 | Modalità                 |
| ---------------- | ------------- | ----------------- | ------------------------ |
| P                | Keylor Navas  | Nottingham Forest | prestito                 |
| A                | Pablo Sarabia | Wolverhampton     | definitivo (5 milioni €) |
| Altre operazioni |               |                   |                          |
| R.               | Nome          | a                 | Modalità                 |
| C                | Ayman Kari    | Lorient           | prestito                 |

## Risultati

### Ligue 1

#### Girone di andata
| Arbitro: | Stinat |

|  |           |                                                    |
|  | Marcatori | 9’ Neymar 26’ Hakimi 38’ Marquinhos 80’, 86’ Messi |

| Arbitro: | Delajod |

|                                                                |           |                         |
| Sacko 39’ (aut.) Neymar 43’ (rig.), 51’ Mbappé 69’ Sanches 87’ | Marcatori | 58’ Khazri 90+2’ Tchato |

| Arbitro: | Turpin |

|           |           |                                                          |
| Bamba 54’ | Marcatori | 1’, 66’, 87’ Mbappé 27’ Messi 39’ Hakimi 43’, 52’ Neymar |

| Arbitro: | Bastien |

|                   |           |             |
| Neymar 70’ (rig.) | Marcatori | 20’ Volland |

| Arbitro: | El Hadj |

|  |           |                                  |
|  | Marcatori | 36’ Neymar 49’ Mbappé 89’ Bernat |

| Arbitro: | Gaillouste |

|  |           |                            |
|  | Marcatori | 18’, 54’ Mbappé 68’ Mendes |

| Arbitro: | Pignard |

|            |           |  |
| Neymar 30’ | Marcatori |  |

| Arbitro: | Letexier |

|  |           |          |
|  | Marcatori | 5’ Messi |

| Arbitro: | Bisard |

|                      |           |             |
| Messi 28’ Mbappé 83’ | Marcatori | 47’ Laborde |

| Reims 8 ottobre 2022, ore 21:00 CEST 10ª giornata | Stade Reims | 0 – 0 referto | Paris Saint-Germain | Stadio Auguste Delaune (20 543 spett.)\| Arbitro: \| Gaillouste \| |
| Arbitro:                                          | Gaillouste  |               |                     |                                                                    |

| Arbitro: | Turpin |

|              |           |  |
| Neymar 45+2’ | Marcatori |  |

| Arbitro: | Hamel |

|  |           |                           |
|  | Marcatori | 24’, 82’ Mbappé 78’ Messi |

| Arbitro: | Wattellier |

|                                                  |           |                             |
| Soler 24’ Messi 55’ Neymar 62’ Mbappé 77’ (rig.) | Marcatori | 3’, 52’ Baldé 88’ Palaversa |

| Arbitro: | Bastien |

|           |           |                      |
| Moffi 53’ | Marcatori | 9’ Neymar 81’ Danilo |

| Arbitro: | Leonard |

|                                                         |           |  |
| Mbappé 11’ Soler 51’ Hakimi 57’ Sanches 81’ Ekitike 84’ | Marcatori |  |

| Arbitro: | Turpin |

|                                    |           |                       |
| Marquinhos 14’ Mbappé 90+5’ (rig.) | Marcatori | 51’ (aut.) Marquinhos |

| Arbitro: | Brisard |

|                                             |           |            |
| Frankowski 5’ Openda 28’ Claude-Maurice 47’ | Marcatori | 8’ Ekitike |

| Arbitro: | Wattelier |

|                      |           |  |
| Ekitike 5’ Messi 72’ | Marcatori |  |

| Arbitro: | Bastien |

|            |           |  |
| Traoré 64’ | Marcatori |  |

#### Girone di ritorno
| Arbitro: | Buquet |

|            |           |               |
| Neymar 50’ | Marcatori | 90+5’ Balogun |

| Arbitro: | Pignard |

|            |           |                                        |
| Nordin 89’ | Marcatori | 54’ Fabián 71’ Messi 90+1’ Zaïre-Emery |

| Arbitro: | Dechepy |

|                      |           |                    |
| Hakimi 38’ Messi 58’ | Marcatori | 20’ van den Boomen |

| Arbitro: | Turpin |

|                                  |           |                 |
| Golovin 4’ Ben Yedder 18’, 45+2’ | Marcatori | 39’ Zaïre-Emery |

| Arbitro: | Delajod |

|                                        |           |                                        |
| Mbappé 11’, 87’ Neymar 17’ Messi 90+5’ | Marcatori | 24’ Diakité 58’ (rig.) David 69’ Bamba |

| Arbitro: | Turpin |

|  |           |                           |
|  | Marcatori | 25’, 55’ Mbappé 29’ Messi |

| Arbitro: | Stinat |

|                                                     |           |                     |
| Messi 12’ Hadjam 17’ (aut.) Danilo 60’ Mbappé 90+2’ | Marcatori | 31’ Blas 38’ Ganago |

| Arbitro: | Bollengier |

|             |           |                      |
| Honorat 43’ | Marcatori | 37’ Soler 90’ Mbappé |

| Arbitro: | Delajod |

|  |           |                                |
|  | Marcatori | 45’ Toko Ekambi 48’ Kalimuendo |

| Arbitro: | Letexier |

|  |           |             |
|  | Marcatori | 56’ Barcola |

| Arbitro: | Pignard |

|  |           |                     |
|  | Marcatori | 28’ Messi 76’ Ramos |

| Arbitro: | Deljod |

|                                  |           |                       |
| Mbappé 31’ Vitinha 37’ Messi 40’ | Marcatori | 60’ (rig.) Frankowski |

| Arbitro: | Wattelier |

|            |           |                |
| Thioub 87’ | Marcatori | 9’, 26’ Mbappé |

| Arbitro: | Brisard |

|            |           |                                 |
| Mbappé 29’ | Marcatori | 16’ Le Fée 39’ Yongwa 88’ Dieng |

| Arbitro: | Buquet |

|                |           |                                  |
| Chavalerin 83’ | Marcatori | 8’ Mbappé 59’ Vitinha 86’ Fabián |

| Arbitro: | Gaillouste |

|                                                           |           |  |
| Fabián 22’ Hakimi 33’ Mbappé 47’, 54’ Youssouf 73’ (aut.) | Marcatori |  |

| Arbitro: | Bastien |

|              |           |               |
| Sinayoko 51’ | Marcatori | 6’, 8’ Mbappé |

| Arbitro: | Brisard |

|             |           |           |
| Gameiro 79’ | Marcatori | 59’ Messi |

| Arbitro: | Léonard |

|                             |           |                                    |
| Ramos 16’ Mbappé 21’ (rig.) | Marcatori | 24’ Gastien 45+1’ Zeffane 63’ Kyei |

### Coppa di Francia
| Arbitro: | Dechepy |

|            |           |                                    |
| Ntolla 37’ | Marcatori | 13’ Ekitike 78’ Soler 90+1’ Bernat |

| Arbitro: | Delajod |

|  |           |                                                     |
|  | Marcatori | 29’, 35’, 40’, 56’, 79’ Mbappé 33’ Neymar 64’ Soler |

| Arbitro: | Letexier |

|                                     |           |             |
| Sánchez 31’ (rig.) Malinovs'kyj 57’ | Marcatori | 45+2’ Ramos |

### UEFA Champions League

#### Fase a gironi
| Arbitro: | Taylor |

|                |           |              |
| Mbappé 5’, 22’ | Marcatori | 53’ McKennie |

| Arbitro: | Siebert |

|           |           |                                 |
| Chery 24’ | Marcatori | 37’ Messi 69’ Mbappé 88’ Neymar |

| Arbitro: | Gil Manzano |

|                   |           |           |
| Danilo 41’ (aut.) | Marcatori | 22’ Messi |

| Arbitro: | Oliver |

|                   |           |                       |
| Mbappé 40’ (rig.) | Marcatori | 62’ (rig.) João Mário |

| Arbitro: | Zwayer |

|                                                                         |           |               |
| Messi 19’, 44’ Mbappé 32’, 64’ Neymar 35’ Goldberg 67’ (aut.) Soler 84’ | Marcatori | 38’, 50’ Seck |

| Arbitro: | del Cerro Grande |

|             |           |                       |
| Bonucci 39’ | Marcatori | 13’ Mbappé 69’ Mendes |

#### Fase a eliminazione diretta
| Arbitro: | Oliver |

|  |           |           |
|  | Marcatori | 53’ Coman |

| Arbitro: | Orsato |

|                              |           |  |
| Choupo-Moting 61’ Gnabry 89’ | Marcatori |  |

### Supercoppa di Francia
| Arbitro: | Grinfeld |

|                                              |           |  |
| Messi 22’ Neymar 45+5’, 82’ (rig.) Ramos 57’ | Marcatori |  |

## Statistiche

### Statistiche di squadra
| Competizione          | Punti | In casa | In casa | In casa | In casa | In casa | In casa | In trasferta | In trasferta | In trasferta | In trasferta | In trasferta | In trasferta | Totale | Totale | Totale | Totale | Totale | Totale | DR  |
| Competizione          | Punti | G       | V       | N       | P       | Gf      | Gs      | G            | V            | N            | P            | Gf           | Gs           | G      | V      | N      | P      | Gf     | Gs     | DR  |
| --------------------- | ----- | ------- | ------- | ------- | ------- | ------- | ------- | ------------ | ------------ | ------------ | ------------ | ------------ | ------------ | ------ | ------ | ------ | ------ | ------ | ------ | --- |
| Ligue 1               | 85    | 19      | 13      | 2       | 4       | 45      | 25      | 19           | 14           | 2            | 3            | 44           | 15           | 38     | 27     | 4      | 7      | 89     | 40     | +49 |
| Coppa di Francia      | -     | 0       | 0       | 0       | 0       | 0       | 0       | 3            | 2            | 0            | 1            | 11           | 3            | 3      | 2      | 0      | 1      | 11     | 3      | +8  |
| Champions League      | 14    | 4       | 2       | 1       | 1       | 10      | 5       | 4            | 2            | 1            | 1            | 6            | 5            | 8      | 4      | 2      | 2      | 16     | 10     | +6  |
| Supercoppa di Francia | -     | 0       | 0       | 0       | 0       | 0       | 0       | 0            | 0            | 0            | 0            | 0            | 0            | 1      | 1      | 0      | 0      | 4      | 0      | +4  |
| Totale                | -     | 23      | 15      | 3       | 5       | 55      | 30      | 26           | 18           | 3            | 5            | 61           | 23           | 50     | 34     | 6      | 10     | 120    | 53     | +67 |

### Andamento in campionato
| Giornata  | 1 | 2 | 3 | 4 | 5 | 6 | 7 | 8 | 9 | 10 | 11 | 12 | 13 | 14 | 15 | 16 | 17 | 18 | 19 | 20 | 21 | 22 | 23 | 24 | 25 | 26 | 27 | 28 | 29 | 30 | 31 | 32 | 33 | 34 | 35 | 36 | 37 | 38 |
| --------- | - | - | - | - | - | - | - | - | - | -- | -- | -- | -- | -- | -- | -- | -- | -- | -- | -- | -- | -- | -- | -- | -- | -- | -- | -- | -- | -- | -- | -- | -- | -- | -- | -- | -- | -- |
| Luogo     | T | C | T | C | T | T | C | T | C | T  | C  | T  | C  | T  | C  | C  | T  | C  | T  | C  | T  | C  | T  | C  | T  | C  | T  | C  | C  | T  | C  | T  | C  | T  | C  | T  | T  | C  |
| Risultato | V | V | V | N | V | V | V | V | V | N  | V  | V  | V  | V  | V  | V  | P  | V  | P  | N  | V  | V  | P  | V  | V  | V  | V  | P  | P  | V  | V  | V  | P  | V  | V  | V  | N  | P  |
| Posizione | 1 | 1 | 1 | 1 | 1 | 1 | 1 | 1 | 1 | 1  | 1  | 1  | 1  | 1  | 1  | 1  | 1  | 1  | 1  | 1  | 1  | 1  | 1  | 1  | 1  | 1  | 1  | 1  | 1  | 1  | 1  | 1  | 1  | 1  | 1  | 1  | 1  | 1  |

Legenda:

Luogo: C = Casa; T = Trasferta. Risultato: V = Vittoria; N = Pareggio; P = Sconfitta.

### Statistiche dei giocatori
Sono in corsivo i calciatori che hanno lasciato la società a stagione in corso.
| Giocatore      | Ligue 1  | Ligue 1 | Ligue 1     | Ligue 1    | Coppa di Francia | Coppa di Francia | Coppa di Francia | Coppa di Francia | Champions League | Champions League | Champions League | Champions League | Supercoppa di Francia | Supercoppa di Francia | Supercoppa di Francia | Supercoppa di Francia | Totale   | Totale | Totale      | Totale     |
| Giocatore      | Presenze | Reti    | Ammonizioni | Espulsioni | Presenze         | Reti             | Ammonizioni      | Espulsioni       | Presenze         | Reti             | Ammonizioni      | Espulsioni       | Presenze              | Reti                  | Ammonizioni           | Espulsioni            | Presenze | Reti   | Ammonizioni | Espulsioni |
| -------------- | -------- | ------- | ----------- | ---------- | ---------------- | ---------------- | ---------------- | ---------------- | ---------------- | ---------------- | ---------------- | ---------------- | --------------------- | --------------------- | --------------------- | --------------------- | -------- | ------ | ----------- | ---------- |
| J. Bernat      | 28       | 1       | 1           | 0          | 2                | 1                | 0                | 0                | 5                | 0                | 0                | 0                | 1                     | 0                     | 0                     | 0                     | 36       | 2      | 1           | 0          |
| E. Bitshiabu   | 12       | 0       | 1           | 0          | 2                | 0                | 0                | 0                | 1                | 0                | 0                | 0                | 0                     | 0                     | 0                     | 0                     | 15       | 0      | 1           | 0          |
| A. Diallo      | 0        | 0       | 0           | 0          | 0                | 0                | 0                | 0                | 0                | 0                | 0                | 0                | 0                     | 0                     | 0                     | 0                     | 0        | 0      | 0           | 0          |
| E. Dina-Ebimbe | 0        | 0       | 0           | 0          | 0                | 0                | 0                | 0                | 0                | 0                | 0                | 0                | 0                     | 0                     | 0                     | 0                     | 0        | 0      | 0           | 0          |
| G. Donnarumma  | 38       | -39     | 3           | 0          | 1                | -2               | 0                | 0                | 8                | -10              | 0                | 0                | 1                     | -0                    | 0                     | 0                     | 48       | -51    | 3           | 0          |
| H. Ekitike     | 25       | 3       | 0           | 0          | 3                | 1                | 0                | 0                | 4                | 0                | 0                | 0                | 0                     | 0                     | 0                     | 0                     | 32       | 4      | 0           | 0          |
| I. Gharbi      | 6        | 0       | 0           | 0          | 2                | 0                | 0                | 0                | 0                | 0                | 0                | 0                | 0                     | 0                     | 0                     | 0                     | 8        | 0      | 0           | 0          |
| I. Gueye       | 0        | 0       | 0           | 0          | 0                | 0                | 0                | 0                | 0                | 0                | 0                | 0                | 0                     | 0                     | 0                     | 0                     | 0        | 0      | 0           | 0          |
| A. Hakimi      | 28       | 5       | 5           | 2          | 2                | 0                | 0                | 0                | 8                | 0                | 1                | 0                | 1                     | 0                     | 0                     | 0                     | 39       | 5      | 6           | 2          |
| I. Housni      | 1        | 0       | 0           | 0          | 1                | 0                | 0                | 0                | 0                | 0                | 0                | 0                | 0                     | 0                     | 0                     | 0                     | 2        | 0      | 0           | 0          |
| M. Icardi      | 0        | 0       | 0           | 0          | 0                | 0                | 0                | 0                | 0                | 0                | 0                | 0                | 0                     | 0                     | 0                     | 0                     | 0        | 0      | 0           | 0          |
| A. Kalimuendo  | 0        | 0       | 0           | 0          | 0                | 0                | 0                | 0                | 0                | 0                | 0                | 0                | 1                     | 0                     | 0                     | 0                     | 1        | 0      | 0           | 0          |
| P. Kimpembe    | 11       | 0       | 3           | 0          | 0                | 0                | 0                | 0                | 3                | 0                | 1                | 0                | 1                     | 0                     | 0                     | 0                     | 15       | 0      | 4           | 0          |
| A. Letellier   | 1        | 0       | 0           | 0          | 0                | 0                | 0                | 0                | 0                | 0                | 0                | 0                | 0                     | 0                     | 0                     | 0                     | 1        | 0      | 0           | 0          |
| Marquinhos     | 33       | 2       | 4           | 0          | 2                | 0                | 0                | 0                | 8                | 0                | 0                | 0                | 1                     | 0                     | 0                     | 0                     | 44       | 2      | 4           | 0          |
| K. Mbappé      | 34       | 29      | 5           | 0          | 1                | 5                | 0                | 0                | 8                | 7                | 0                | 0                | 0                     | 0                     | 0                     | 0                     | 43       | 41     | 5           | 0          |
| N. Mendes      | 23       | 0       | 2           | 0          | 2                | 0                | 1                | 0                | 6                | 1                | 0                | 0                | 1                     | 0                     | 0                     | 0                     | 32       | 1      | 3           | 0          |
| L. Messi       | 32       | 16      | 0           | 0          | 1                | 0                | 0                | 0                | 7                | 4                | 0                | 0                | 1                     | 1                     | 0                     | 0                     | 41       | 21     | 0           | 0          |
| N. Mukiele     | 19       | 0       | 0           | 0          | 1                | 0                | 0                | 0                | 4                | 0                | 0                | 0                | 1                     | 0                     | 0                     | 0                     | 25       | 0      | 0           | 0          |
| K. Navas       | 0        | 0       | 0           | 0          | 2                | -1               | 0                | 0                | 0                | 0                | 0                | 0                | 0                     | 0                     | 0                     | 0                     | 2        | -1     | 0           | 0          |
| Neymar         | 20       | 13      | 6           | 1          | 2                | 1                | 1                | 0                | 6                | 2                | 4                | 0                | 1                     | 2                     | 0                     | 0                     | 29       | 18     | 11          | 1          |
| L. Paredes     | 3        | 0       | 0           | 0          | 0                | 0                | 0                | 0                | 0                | 0                | 0                | 0                | 1                     | 0                     | 0                     | 0                     | 4        | 0      | 0           | 0          |
| T. Pembélé     | 5        | 0       | 0           | 0          | 1                | 0                | 0                | 0                | 0                | 0                | 0                | 0                | 0                     | 0                     | 0                     | 0                     | 6        | 0      | 0           | 0          |
| D. Pereira     | 33       | 2       | 3           | 0          | 3                | 0                | 0                | 0                | 7                | 0                | 0                | 0                | 1                     | 0                     | 0                     | 0                     | 44       | 2      | 3           | 0          |
| Rafinha        | 0        | 0       | 0           | 0          | 0                | 0                | 0                | 0                | 0                | 0                | 0                | 0                | 0                     | 0                     | 0                     | 0                     | 0        | 0      | 0           | 0          |
| S. Ramos       | 33       | 2       | 3           | 1          | 3                | 1                | 0                | 0                | 8                | 0                | 2                | 0                | 1                     | 1                     | 0                     | 0                     | 45       | 4      | 5           | 1          |
| S. Rico        | 0        | 0       | 0           | 0          | 0                | 0                | 0                | 0                | 0                | 0                | 0                | 0                | 0                     | 0                     | 0                     | 0                     | 0        | 0      | 0           | 0          |
| F. Ruiz        | 27       | 3       | 0           | 0          | 3                | 0                | 0                | 0                | 7                | 0                | 1                | 0                | 0                     | 0                     | 0                     | 0                     | 37       | 3      | 1           | 0          |
| R. Sanches     | 22       | 2       | 1           | 0          | 1                | 0                | 0                | 0                | 3                | 0                | 0                | 0                | 0                     | 0                     | 0                     | 0                     | 26       | 2      | 1           | 0          |
| P. Sarabia     | 14       | 0       | 1           | 0          | 1                | 0                | 0                | 0                | 3                | 0                | 1                | 0                | 1                     | 0                     | 0                     | 0                     | 19       | 0      | 2           | 0          |
| C. Soler       | 26       | 3       | 0           | 0          | 3                | 2                | 0                | 0                | 6                | 1                | 0                | 0                | 0                     | 0                     | 0                     | 0                     | 35       | 6      | 0           | 0          |
| M. Verratti    | 29       | 0       | 11          | 1          | 1                | 0                | 0                | 0                | 7                | 0                | 4                | 0                | 1                     | 0                     | 0                     | 0                     | 38       | 0      | 15          | 1          |
| Vitinha        | 36       | 2       | 3           | 0          | 3                | 0                | 0                | 0                | 8                | 0                | 0                | 0                | 1                     | 0                     | 1                     | 0                     | 48       | 2      | 4           | 0          |
| W. Zaïre-Emery | 26       | 3       | 0           | 0          | 2                | 0                | 0                | 0                | 3                | 0                | 0                | 0                | 0                     | 0                     | 0                     | 0                     | 31       | 3      | 0           | 0          |